# 구덕망깨소리
구덕망깨소리는 부산광역시 서구에서 행해지는, 큰 건물이나 집을 지을 때 망께라는 도구를 이용하여 담장이나 기둥을 세울 곳의 땅을 다지던 작업(망께질)과 그 과정에서 소리꾼이 부르는 노동요(망께소리)가 포함된 전통민속이다.
2001년 10월 17일 부산광역시의 무형문화재 제11호 구덕망께터다지기로 지정되었다가, 2019년 4월 24일 현재의 명칭으로 변경되었다.

## 개요
구덕망깨소리는 큰 건물이나 집을 지을 때 망께라는 도구를 이용하여 담장이나 기둥을 세울 곳의 땅을 다지던 작업(망께질)과 그 과정에서 소리꾼이 부르는 노동요(망께소리)가 포함된 전통민속이다.
망께란 넓적한 돌 또는 쉿덩이를 4∼5개의 손잡이나 줄에 매어 만든 것인데, 부산에서는 다른 곳과는 달리 넓적한 돌을 사용한다. 일꾼들이 줄을 힘껏 당겨 올렸다가 놓으면 망께가 땅에 부딪치면서 점점 견고하게 다져진다. 이처럼 터를 다지기 위해 망께로 땅을 다지는 일을 망께질이라고 하고, 망께질을 할 때 노동의 고단함을 덜고 일의 능률과 호흡을 맞추기 위해 부르는 소리를 망께소리라 한다.
서구 대신동을 중심으로 이어져 오는 구덕망깨소리는 전통건축에서 터를 다지는 도구인 망께와 망께로 터를 다지는 작업과정의 옛모습을 그대로 지니고 있어 민속적으로 매우 가치가 있으며, 망께소리 역시 부산 지역의 노동요로서 가치를 지니고 있다.

## 참고 문헌
- 구덕망깨소리 - 국가유산청 국가유산포털